# Cervecería Moctezuma

Altes Logo der Cervecería Moctezuma, das die Buchstaben C und M darstellt.

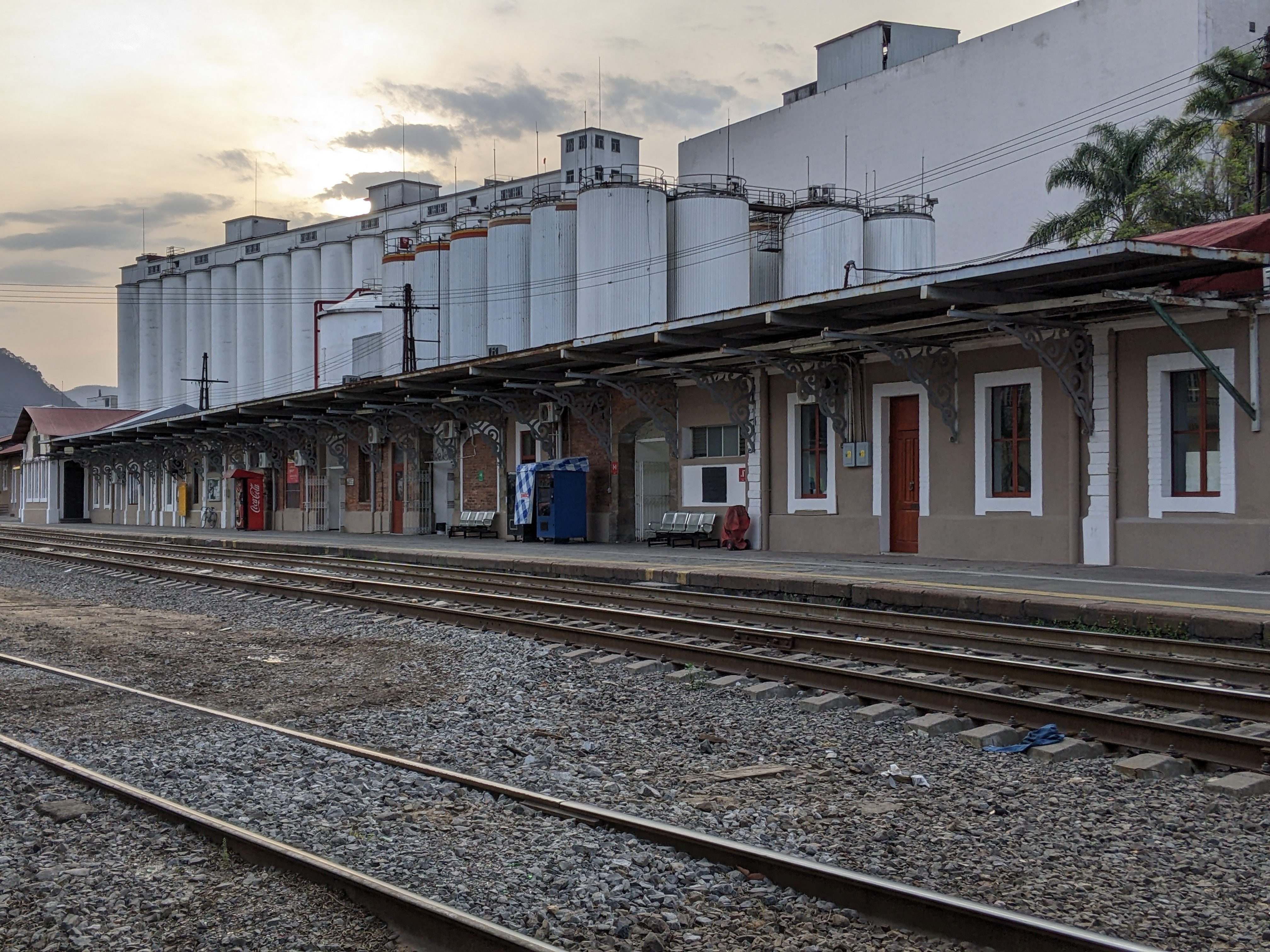
Die Brauerei (hinten) befindet sich direkt neben dem Bahnhof von Orizaba

Cervecería Moctezuma, benannt nach einem ehemaligen Aztekenherrscher, ist der frühere Name einer Brauerei mit Sitz in der mexikanischen Stadt Orizaba im Bundesstaat Veracruz, die seit ihrer Fusion im Jahr 1988 mit der in Monterrey ansässigen Cervecería Cuauhtémoc unter der Bezeichnung Cervecería Cuauhtémoc Moctezuma firmiert.

## Geschichte
1894 wurde in Orizaba die Cervecería Guillermo Hasse y Compañía gegründet, die 1896 in Cervecería Moctezuma umbenannt wurde.
Die Braumeister der frühen Jahre waren allesamt deutscher Herkunft und hießen Adolf Burkhardt, Ernst Maas und Otto Neumaier. Der Sohn des Letztgenannten wurde Fußballspieler und gewann mit den in Mexiko-Stadt beheimateten Clubs América und Marte je einmal die mexikanische Fußballmeisterschaft.
Die Moctezuma-Brauerei, die bei ihrer Eröffnung die noch heute produzierte Marke Superior herausgebracht hatte, braute später auch Sol und Dos Equis, zwei der erfolgreichsten Biermarken Mexikos.
Die Cervecería Moctezuma war die einzige Brauerei Mexikos, die mit einem eigenen Verein in der höchsten mexikanischen Profifußballliga vertreten war.
Die Brauerei wurde 1988 vom FEMSA übernommen, der zuvor bereits die Cervecería Cuauhtémoc erworben hatte und beide Brauereisparten unter dem Doppelnamen Cuauhtémoc Moctezuma vereinigte.

## Biermarken
Nachstehend werden die bekanntesten Biermarken der historischen Cervecería Moctezuma vorgestellt.

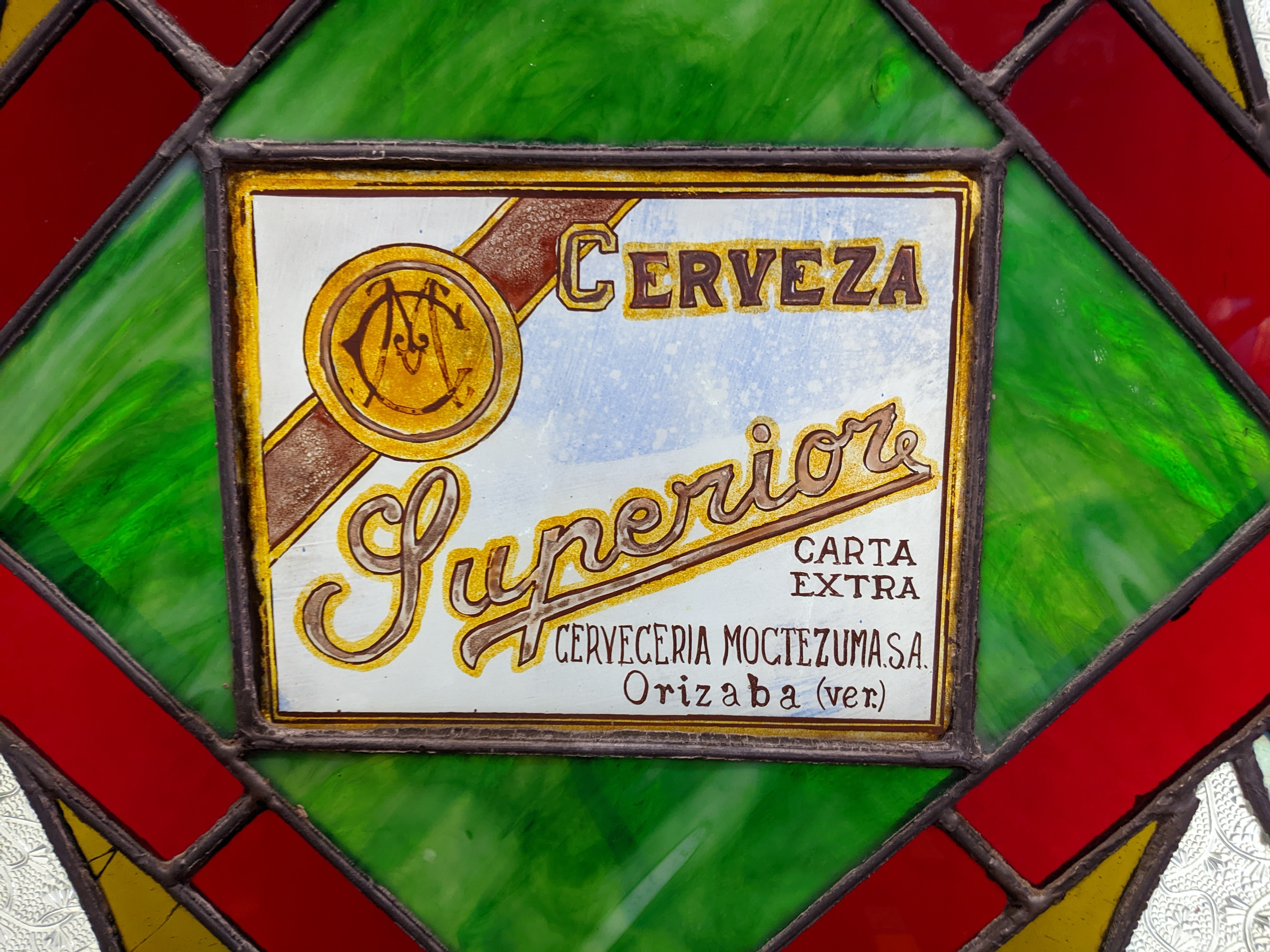
Glasmalerei eines historischen Bieretiketts im Museo de la Hotelería Mexicana von Orizaba

### Superior
Das Cerveza Superior war das erste von der Cervecería Moctezuma gebraute Bier. Es ist auch bekannt als „la rubia superior“ (die Superblonde). Diese „Doppeldeutung“, die sowohl ein helles Bier als auch eine Blondine meinen kann, wurde später noch dadurch untermauert, dass die US-amerikanische Schauspielerin Farrah Fawcett das Bier mit dem Slogan „The blonde everyone loves“ (englisch für Die Blonde, die alle lieben) bewarb.
Ferner befand sich der Werbeschriftzug der Biermarke auf den Trikots der Baseballmannschaften El Águila de Veracruz und Pericos de Puebla sowie auf den Trikots mehrerer Fußballmannschaften; unter anderem in den Spielzeiten 1993/94 und 1995/96 auf dem Trikot von Mexikos populärstem Fußballverein Deportivo Guadalajara.

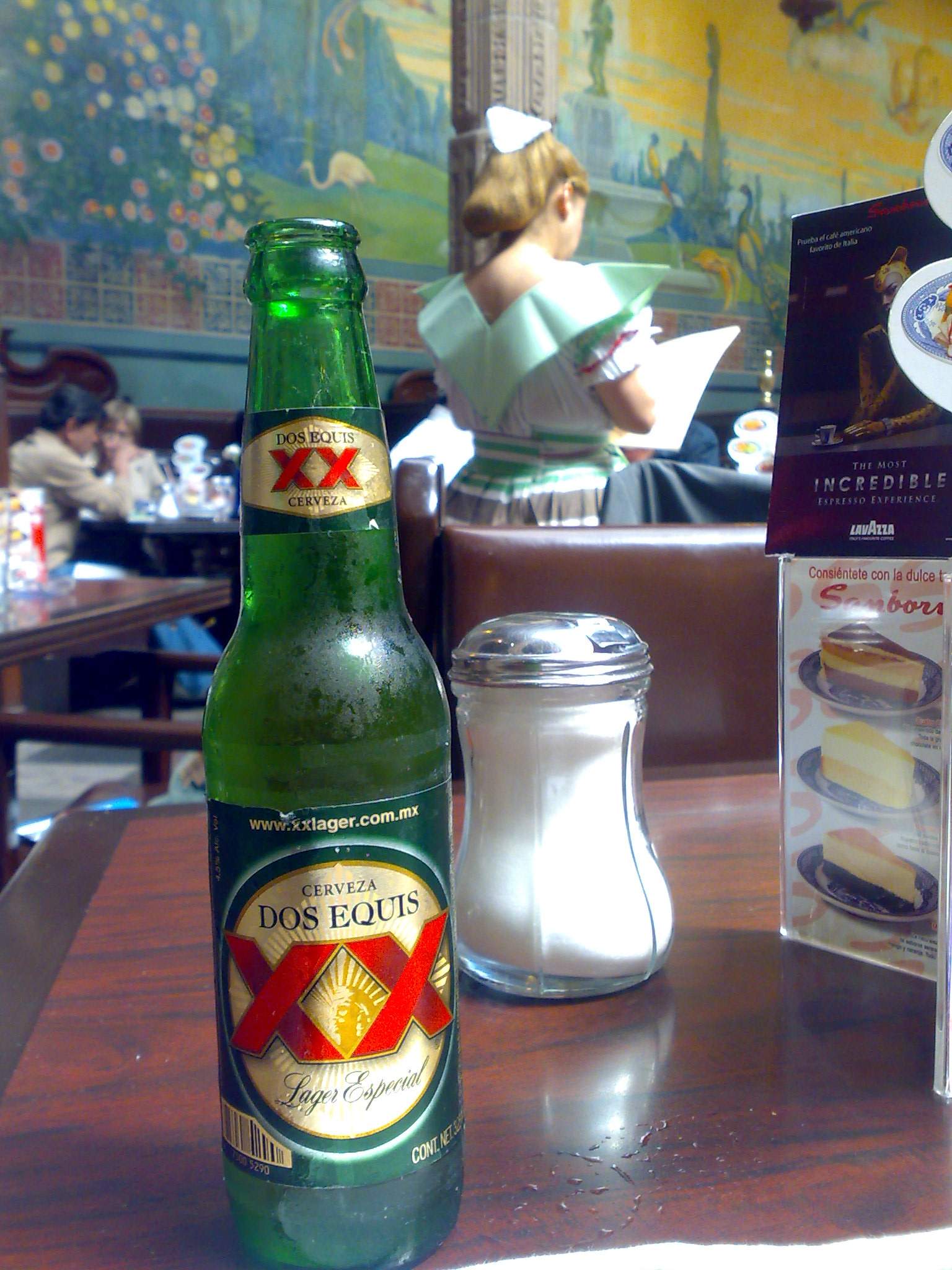
Dos Equis (XX)

### Dos Equis
Die zweite Marke der Moctezuma-Brauerei wurde bereits 1897 entwickelt, als der deutsche Braumeister Wilhelm Hasse in Erwartung des kurz bevorstehenden 20. Jahrhunderts ein Bier mit demselben Namen in spanischer Sprache (das Siglo XX) kreierte, das später zum noch heute gebrauten Dos Equis (zwei X) umbenannt wurde.
Der US-amerikanische Schauspieler Jonathan Goldsmith trat seit 2006 in einer Fernsehkampagne für die Biermarke auf. Sein Werbespruch „I don't always drink beer. But when I do, I prefer Dos Equis“ (deutsch: „Ich trinke nicht immer Bier. Aber wenn ich es tue, dann bevorzuge ich Dos Equis)“ hat seinen Weg in die Internetkultur gefunden. Ein Bild aus der Werbekampagne wurde zu einem Internet-Phänomen, das unter der Bezeichnung „The Most Interesting Man in the World“ bekannt wurde.

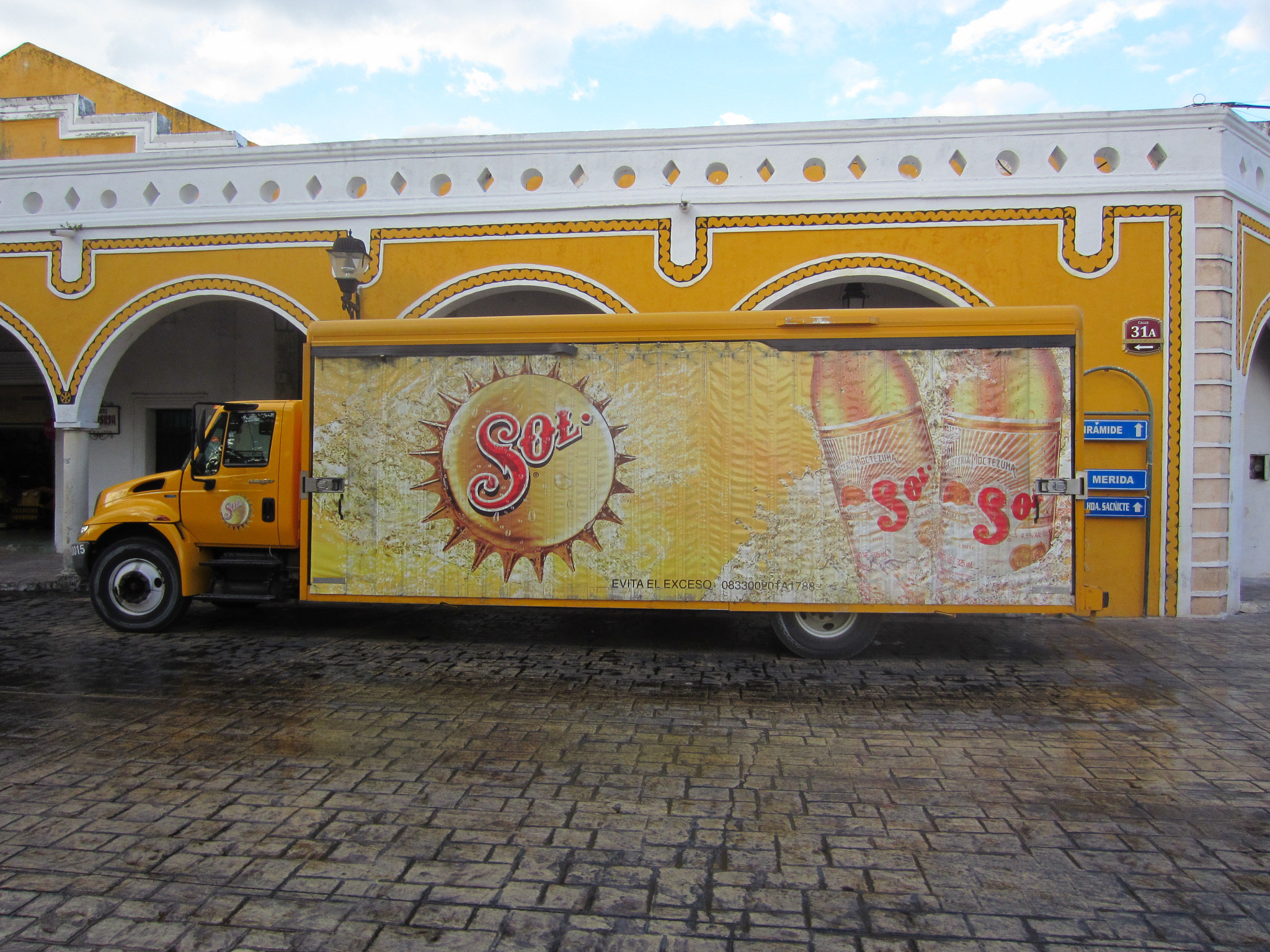
Truck des Cerveza Sol

### Sol
1912 kam mit dem Erwerb der Brauerei „El Salto del Agua“ die Marke Sol (Sonne) hinzu, das seither in Orizaba gebraut wird.
Das Cerveza Sol wurde erstmals 1899 in der übernommenen Brauerei produziert. Die Legende besagt, dass sich auf dem Dach der Brauerei eine Öffnung befand, durch die in der Mittagszeit die Sonnenstrahlen direkt auf die Braukessel fielen und diese Tatsache zum Namen der Biermarke inspirierte.
Bis Anfang der 1990er-Jahre blieb Sol eine kleine reginale Marke, bis die Cervecería Cuauhtémoc-Moctezuma 1993 beschloss, die Marke landesweit zu etablieren. Mittlerweile wird die Biermarke in mehr als 50 Ländern vertrieben.

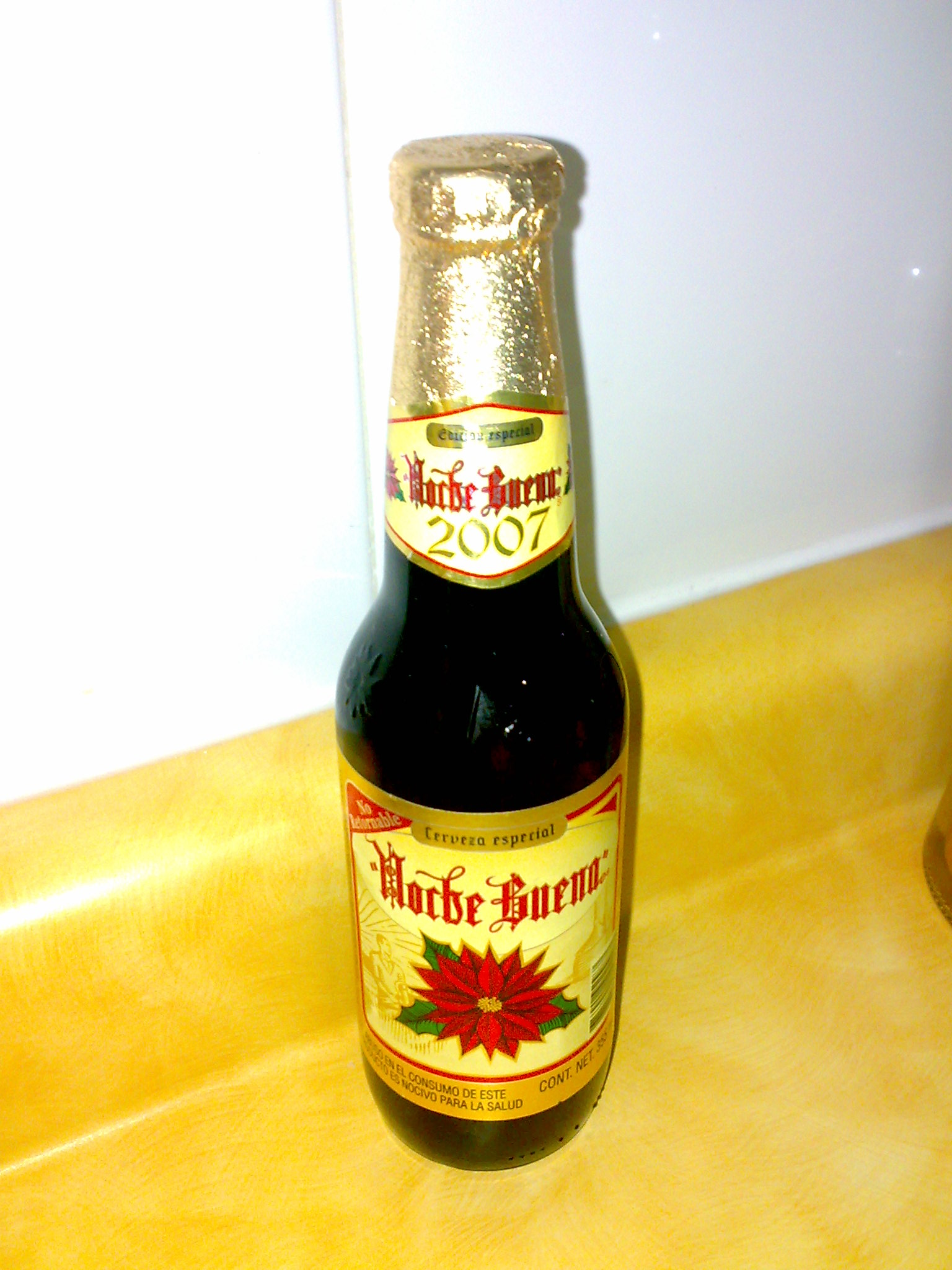
Noche Buena

### Noche Buena
Der Braumeister Otto Neumaier, dem bereits die Namensgebung des Cerveza Superior zugeschrieben wurde, war der Überlieferung zufolge auch der Erfinder des ersten in Mexiko produzierten Bockbiers. Das Noche Buena (deutsch: Heiliger Abend) wurde als saisonales Winterbockbier 1924 eingeführt, anfangs aber nur in geringer Menge hergestellt und an die Familie und Freunde der Brauereimitarbeiter verschenkt. Erst 1938 kam es offiziell auf den Markt.